# OVW 텔레비전 챔피언십
OVW 텔레비전 챔피언십(OVW Television championship)은 오하이오 벨리 레슬링의 챔피언십 중 하나다.
OVW에서는 중간급 챔피언십을 나타낸다.

## 역사
2005년 1월 26일 브렌트 얼브라잇 (거너 스캇)이 초대 챔피언에 등극하였고, 챔피언은 자기가 워하는 도전자를 마음대로 고를 수 있으며, 승자에게는 1000달러의 상금도 함께 주어진다.

## 같이 보기
- OVW 헤비웨이트 챔피언십
- OVW 서던 태그팀 챔피언십
- OVW 위민스 챔피언십